# Der Auftragslover
Der Auftragslover (Originaltitel: L’Arnacœur) ist eine französische Filmkomödie des Regisseurs Pascal Chaumeil aus dem Jahr 2010 mit Vanessa Paradis und Romain Duris in den Hauptrollen.

## Handlung
Alex Lippi ist professioneller Auftragsliebhaber. Zusammen mit seiner Schwester Mélanie und seinem Schwager Marc betreibt er ein Drei-Personen-Unternehmen, das sich darauf spezialisiert hat, Frauen in unglücklichen Beziehungen die Augen zu öffnen und sie von ihren Partnern zu entzweien. Ihre Auftraggeber sind meist Eltern, Geschwister oder Freunde, denen der vermeintliche Traummann schon lange ein Dorn im Auge ist. Alex nutzt nicht nur seinen ganzen Charme und all seine Verführungskünste. Um den Alltag seiner Zielobjekte und deren Vorlieben und Schwächen ganz genau kennenzulernen, kommen ebenfalls ausgefallene Spionagetechniken zum Einsatz.
Als ihm der Blumengroßhändler Van Der Beck den Auftrag erteilt, seine Tochter Juliette – die in Kürze den Engländer Jonathan heiraten will – von der Hochzeit abzuhalten, lehnt Alex den Auftrag zunächst kategorisch ab. Ein Grundsatz seiner Firma lautet nämlich, dass glückliche Paare nicht entzweit werden. Da Alex jedoch hochverschuldet ist und bereits von dem serbischen Schläger eines Kredithais verfolgt wird, nimmt er das lukrative Angebot schließlich an. Der Auftrag entpuppt sich jedoch noch schwieriger als erwartet, denn die Hochzeit soll bereits in zehn Tagen stattfinden.
Alex wird Juliettes Leibwächter in Monaco, um ihr nahe zu sein und sie besser kennenzulernen. Nach anfänglichem Misstrauen kann Alex ihre Gunst gewinnen und beeindruckt sie mit einer Tanzeinlage nach dem Vorbild des Films Dirty Dancing sowie seiner angeblichen Vorliebe für Roquefort und George Michael – alles Dinge, die sie liebt. So entwickeln sich Gefühle zwischen den beiden, doch eine Annäherung zwischen ihnen verhindert Juliettes Freundin Sophie und auch das Erscheinen von Jonathan. Alex kann gerade noch eine Hochzeit der beiden in Las Vegas verhindern und bietet Juliette eine schöne Nacht vor der Hochzeit. Am Morgen der Hochzeit eilt sie zu Alex, sie sagt ihm, sie wolle die Hochzeit absagen. Doch Alex weist sie zurück.
Auf dem Weg zur Hochzeit treffen sich Alex, seine Helfer und Juliette samt Vater im Lift des Hotels. Dabei fallen Marc Fotos und Papiere hinunter, durch die Juliette erkennt, dass ihr Vater Alex den Auftrag gegeben hat, sich ihr zu nähern.
Auf dem Weg zum Altar erklärt Van der Beck seiner Tochter Juliette, dass er zwar den Bräutigam Jonathan möge. Doch sei er überzeugt, dass sie sich mit ihm langweilen werde. Er fügt hinzu, dass ein Auto samt Schlüssel im Zündschloss für sie bereitstehe. Auch habe Alex das Geld für den Auftrag letztlich zurückgewiesen. Juliette dreht sich auf dem Absatz um und verlässt die Feier, um mit dem bereitstehenden Auto fortzufahren, in der Hoffnung, Alex noch zu treffen. Da ein Umzugstransport den Weg versperrt, lässt sie das Auto stehen und geht zu Fuß weiter. Alex hat sich seinerseits auf den Weg zu ihr gemacht. In den Serpentinen hoch über Monaco treffen sie sich. Sie küssen sich und Alex erklärt ihr, dass er die Dinge, die sie liebt, nicht mag. Während des Abspanns stellt sich heraus, dass der Kredithai für Juliettes Vater arbeitet.

## Produktion und Veröffentlichung
Der Film entstand unter der Regie von Pascal Chaumeil, das Drehbuch schrieben Laurent Zeitoun, Jeremy Doner und Yohan Gromb. Die Musik komponierte Klaus Badelt.
Am 23. Januar 2010 wurde der Film beim L’Alpe-d’Huez Film Festival in Frankreich erstmals aufgeführt. Die Kinopremiere in Frankreich, Belgien und der Schweiz war am 17. März 2010. In Deutschland ist der Film am 6. Januar 2011 im Verleih von Universum Film GmbH und SquareOne Entertainment erschienen.

## Kritiken
Cinema meinte, dass Pascal Chaumeil „auch dank der wunderbar aufgelegten Darsteller, eine Komödie geglückt“ sei, „die das Zeug zum Kultfilm hat“. „Die rasanten Dialoge und die komischen Situationen erinnern nicht von ungefähr an Screwball-Comedys wie Die Nacht vor der Hochzeit oder Ein Hauch von Nerz“, heißt es in der Filmzeitschrift des Weiteren. Der Film sei „[e]rfrischend und verführerisch“ und eine „köstliche Romanze“.
Prisma urteilte hingegen: „Und wieder ein Film, der kaum ein Klischee auslässt. Im Stile US-amerikanischer Beziehungskomödien zieht hier Besson-Zögling Pascal Chaumeil alle bekannten Register einer überdrehten Farce und langweilt dabei leider mehr als er unterhält. Vanessa Paradis hätte sich für ihr Comeback ein besseres Vehikel aussuchen sollen.“
Critic.de schrieb, dass der Film, „der stilistisch Hollywood nähersteht als anderen französischen Liebeskomödie“, vom Charme Romain Duris’ getragen werde.
Das Fazit des Filmdienst lautet: „Flott inszenierte romantische Komödie mit rasantem Schnitt, beschwingter Kamera und einer hohen Frequenz an Pointen. Freilich zelebriert der Film ein arg chauvinistisches Frauenbild und kommt in seinen Wendungen zudem recht altbacken daher.“
Die Zeit zeigt sich enttäuscht: „Als Betrugs- und Hochstapler-Komödie ist Der Auftragslover fast schon ironisch misslungen, ein enttäuschend schlampiger Film über perfekte Täuschungen. Er zeigt einen gewitzten Verführer in einer Welt, zu schlicht und schludrig gedacht, um auch das Publikum zu verführen, einen Trickser, der nicht durch seine Tricks gewinnt, sondern indem das Drehbuch lügt und schummelt.“

## Auszeichnungen
Hauptdarsteller Romain Duris wurde 2010 für den Satellite Award nominiert. Bei der César-Verleihung 2011 folgten fünf Nominierungen in den Kategorien Bester Film, Bester Hauptdarsteller (Romain Duris), Beste Nebendarstellerin (Julie Ferrier), Bester Nebendarsteller (François Damiens) und Bestes Erstlingswerk. Der Film konnte sich jedoch nicht gegen die Konkurrenz behaupten.